# Tesserodon simplicipunctatum
Tesserodon simplicipunctatum là một loài bọ cánh cứng trong họ Bọ hung (Scarabaeidae).